# Trbušasti mišić lista
Trbušasti mišić lista (lat. musculus gastrocnemius) mišić je stražnje strane potkoljenice. Trbušasti mišić lista zajedno sa širokim listolikim mišićem (lat. musculus soleus) čini troglavi gnjatni mišić (lat. musculus triceps surae). Mišić inervira lat. nervus tibialis. 

## Polazište i hvatište
Mišić polazi s dvije glave:
- medijalna glava polazi s medijalnog kondila i stražnje strane bedrene kosti, i vezivne ovojnice koljenog zgloba,
- lateralna glava s lateralnog kondila i stražnje strane bedrene kosti, i veziva koljenog zgloba.

U sredini potkoljenice mišićne niti dviju glava se spajaju, u zajedničku tetivu. Zajednička tetiva spaja se s tetivom širokog listolikog mišića u petnu tetivu, lat. tendo calcaneus (Ahilova tetiva, lat. tendo Achillis) koja se hvata za petnu kost.